# هانس-یورگن بویملر
هانس-یورگن بویملر (آلمانی: Hans-Jürgen Bäumler؛ زادهٔ ۲۸ ژانویهٔ ۱۹۴۲) اسکیت‌باز نمایشی اهل آلمان است.
وی همچنین برندهٔ جوایزی همچون برگ بوی نقره‌ای شده‌است.